# Correbidia notata
Correbidia notata là một loài bướm đêm thuộc phân họ Arctiinae, họ Erebidae.